# Wenbera
Wenbera est un woreda de la zone Metekel de la région Benishangul-Gumuz, à l'ouest de l'Éthiopie.
Le woreda a 60 000 habitants en 2007.
Son chef-lieu est Debre Zeit.

## Situation
Wenbera est bordé au sud et à l'ouest par le Nil Bleu qui le sépare des woredas Sirba Abbay, Agalo Mite et Yaso de la zone Kamashi tandis que ses autres voisins font partie comme lui de la zone Metekel.
La limite nord et nord-ouest du woreda suit la rivière Beles jusqu'à son confluent avec le Nil Bleu à 10° 55′ 21″ N, 35° 11′ 56″ E.
| Guba        |         | Dangur |
| Sirba Abbay | Wenbera | Bulen  |
| Agalo Mite  |         | Yaso   |

Le chef-lieu, Debre Zeit, se trouve au centre-est du woreda, à plus de 2 500 m d'altitude sur la route venant de Guba qui se poursuit vers Bulen, Dibate et Chagni.
Les monts Culan Sancai sont un peu plus à l'ouest et à peu près à la même altitude.

## Histoire
Comme toute la zone Metekel, Wenbera faisait partie avant 1995 de l'awraja Metekel dans la province du Godjam.

## Population
Au recensement de 2007, Wenbera a 60 000 habitants et 91 % de la population est rurale.
Avec 7 135 km2 de superficie[réf. souhaitée], le woreda a en 2007 une densité de population de 8,4 personnes par km2 ce qui est inférieur à la moyenne de la zone.
En 2020, la population du woreda est estimée, par projection des taux de 2007, à 79 191 personnes.